# HMS Snowflake (K211)
«Сноуфлейк» (англ. HMS Snowflake (K211) — військовий корабель, корвет типу «Флавер» Королівського військово-морського флоту Великої Британії за часів Другої світової війни.
Корвет «Сноуфлейк» був закладений 19 травня 1941 року на верфі компанії Smith's Dock Company у Редкар і Клівленді. 22 серпня 1941 року він був спущений на воду, а 2 листопада 1941 року увійшов до складу Королівських ВМС Великої Британії.

## Історія служби
У квітні 1942 року увійшов до складу сил, що забезпечували прикриття арктичних конвоів та прямували до Радянського Союзу. 12 квітня 1942 року з есмінцями «Бігл», «Беверлі», «Бульдог», «Амазон», корветами «Кампанула», «Оксліп», «Саксіфрейдж» та трьома траулерами приєднався до океанського ескорту конвою PQ 14. До Мурманська кораблі прибули 17 числа, а вже 28 квітня «Сноуфлейк» вийшов у зворотному напрямку з конвоєм QP 11.
6 травня 1943 року, патрулюючи північно-східніше мису Ньюфаундленда, «Сноуфлейк» разом з есмінцем «Орібі» потопили німецький підводний човен U-125 з капітаном У. Фолькерсом та усім екіпажем (54 особи).